# ایگور سرگون
ایگور سرگون (روسی: И́горь Дми́триевич Сергу́н؛ IPA: [ˈiɡərʲ ˈdmʲitrʲɪjɪvʲɪtɕ sʲɪrˈɡun]; ۲۸ مارس ۱۹۵۷ – ۳ ژانویهٔ ۲۰۱۶) فرمانده نظامی و سیاست‌مدار اهل روسیه بود.
او همچنین برندهٔ جوایزی همچون قهرمان فدراسیون روسیه شده‌است.